# ادامو، جیمینا زارنو
ادامو، جیمینا زارنو (به لاتین: Adamów, Gmina Żarnów) در لهستان است که در Gmina Żarnów واقع شده‌است.